# John Cossar
John Hay Cossar (Londra, 2 gennaio 1858 – Hollywood, 28 aprile 1935) è stato un attore britannico, attivo nell'epoca del muto.

## Filmografia parziale
- The Wedding of Prudence – cortometraggio (1914)
- One Wonderful Night, regia di E. H. Calvert (1914)
- Through the Storm – cortometraggio (1914)
- Dawn and Twilight – cortometraggio (1914)
- Scars of Possession, regia di Roy Clements – cortometraggio (1914)
- Beyond Youth's Paradise – cortometraggio (1914)
- His Dearest Foes, regia di E.H. Calvert – cortometraggio (1914)
- Whatsoever a Woman Soweth (1914)
- A Gentleman of Leisure – cortometraggio (1914)
- His Stolen Fortune – cortometraggio (1914)
- The Mystery of Room 643 – cortometraggio (1914)
- Let No Man Escape – cortometraggio (1914)
- The Misjudged Mr. Hartley – cortometraggio (1915)
- Thirteen Down, regia di Joseph Byron Totten – cortometraggio (1915)
- Blindfolded – cortometraggio (1915)
- The Secret's Price – cortometraggio (1915)
- The Whirlpool, regia di Fred E. Wright – cortometraggio (1915)
- The Man Trail, regia di E.H. Calvert (1915)
- Tides That Meet – cortometraggio (1915)
- The Alster Case, regia di J. Charles Haydon (1915)
- The Strange Case of Mary Page, regia di J. Charles Haydon (1916)
- The Prince of Graustark, regia di Fred E. Wright (1916)
- The Chaperon, regia di Arthur Berthelet (1916)
- Do Children Count?, regia di Lawrence C. Windom (1917)
- Pants, regia di Arthur Berthelet (1917)
- The Fable of Prince Fortunatus, Who Moved Away from Easy Street, and Silas, the Saver, Who Moved In, regia di Fred E. Wright – cortometraggio (1917)
- The Marriage Ring, regia di Fred Niblo (1918)
- Her Country First, regia di James Young (1918)
- A Pair of Sixes, regia di Lawrence C. Windom (1918)
- Love Insurance, regia di Donald Crisp (1919)
- Love Is Love, regia di Scott R. Dunlap (1919)
- Vagabond Luck, regia di Scott R. Dunlap (1919)
- The Feud, regia di Edward LeSaint (1919)
- Made in Heaven, regia di Victor Schertzinger (1921)
- Hearts and Masks, regia di William A. Seiter (1921)
- The Night Rose rinominato Voices of the City, regia di Wallace Worsley (1921)
- Doubling for Romeo, regia di Clarence G. Badger  (1921)
- Watch Your Step, regia di William Beaudine (1922)
- Grand Larceny, regia di Wallace Worsley (1922)
- Fools and Riches, regia di Herbert Blaché (1923)
- Il gobbo di Notre Dame (The Hunchback of Notre Dame), regia di Wallace Worsley (1923)
- The House Without a Key, regia di Spencer Gordon Bennet (1926)
- Melting Millions, regia di Spencer Gordon Bennet (1927)